# Christoph Hoffmann (Wissenschaftsforscher)
Christoph Hoffmann (* 1963) ist ein deutscher Wissenschaftsforscher und Professor für Wissenschaftsforschung am Seminar für Kulturwissenschaften und Wissenschaftsforschung der Universität Luzern.

## Akademische Laufbahn
Hoffmann studierte Germanistik und Geschichte in Frankfurt am Main und Freiburg im Breisgau. 1995 promovierte er zum Thema «Der Dichter am Apparat. Medientechnik, Experimentalpsychologie und Texte Robert Musils 1899–1942». Daraufhin war er Postdoktorand an der Europa-Universität Viadrina in Frankfurt an der Oder und am Max-Planck-Institut für Wissenschaftsgeschichte in Berlin. Seine Habilitation mit dem Titel «Unter Beobachtung. Naturforschung in der Zeit der Sinnesapparate» reichte er 2004 ein. Von 2004 bis 2010 war er wissenschaftlicher Mitarbeiter und Co-Leiter der Forschungsgruppe «Wissen im Entwurf» am Max-Planck-Institut für Wissenschaftsgeschichte in Berlin. Hofmann war zudem Gast am Zentrum für Literaturforschung Berlin (2001), an der Akademie Schloss Solitude Stuttgart (2004) und am Internationalen Forschungszentrum Kulturwissenschaften Wien (2006) sowie im Herbstsemester 2008 Gastprofessor am Department for Germanic Languages & Literatures, Columbia University, New York. Seit März 2010 ist er Professor für Wissenschaftsforschung an der Universität Luzern.

## Publikationen (Auswahl)
- 2020: Datennaturen: Ein Gespräch zwischen Biologie, Kunst, Wissenschaftstheorie und -geschichte. Mit: Hans Hofmann, Hans-Jörg Rheinberger & Hannes Rickli. Zürich, Berlin: Diaphanes, ISBN 978-3-035-80225-2.
- 2018: Schreiben im Forschen: Verfahren, Szenen, Effekte (Historische Wissensforschung – Essay). Tübingen: Mohr Siebeck, ISBN 978-3-16-156320-1.
- 2013: Die Arbeit der Wissenschaften. Zürich, Berlin: diaphanes, ISBN 978-3-03734-423-1.
- 2006: Unter Beobachtung: Naturforschung in der Zeit der Sinnesapparate. Göttingen: Wallstein Verlag. (Habilitation), ISBN 978-3-8353-0075-0.
- 1997: „Der Dichter am Apparat“: Medientechnik, Experimentalpsychologie und Texte Robert Musils 1899–1942. München: Wilhelm Fink Verlag. (Dissertation), ISBN 3-7705-3180-9.